# NGC 5205
NGC 5205 је спирална галаксија у сазвежђу Велики медвед која се налази на NGC листи објеката дубоког неба.
Деклинација објекта је + 62° 30' 45" а ректасцензија 13h 30m 3,1s. Привидна величина (магнитуда) објекта NGC 5205 износи 12,4 а фотографска магнитуда 13,2. Налази се на удаљености од 26,727 милиона парсека од Сунца. NGC 5205 је још познат и под ознакама UGC 8501, MCG 11-17-3, CGCG 316-17, IRAS 13283+6245, PGC 47425.